# Brigada de Intervenção (Exército Português)

Brasão de Armas da Brigada de Intervenção.

A Brigada de Intervenção (BrigInt) é uma grande unidade do Exército Português baseada em unidades operacionais de infantaria motorizada. A BrigInt tem o seu Quartel-General instalado em Coimbra, mas as suas unidades operacionais estão aquarteladas em diversas unidades da Estrutura Base do Exército espalhadas pelo país.

## História

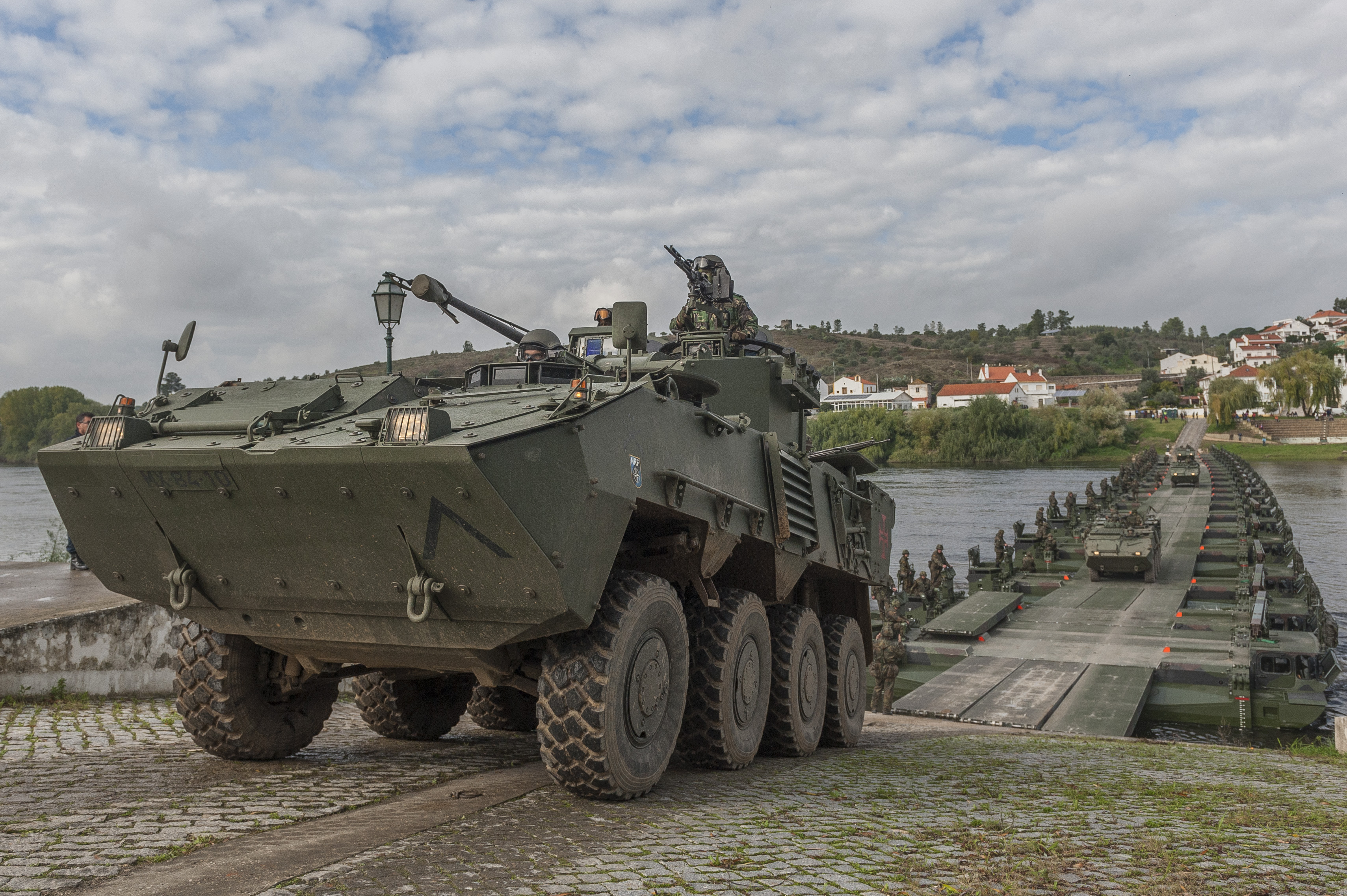
Viaturas blindadas 8x8 Pandur II da Brigada de Intervenção do Exército Português a realizarem uma travessia sobre uma ponte militar.

A actual BrigInt foi criada em 1992 com a denominação de Brigada Ligeira de Intervenção (BLI), a qual foi, por sua vez, organizada a partir da então extinta Brigada de Forças Especiais (BFE) que englobava o batalhão operacional do Regimento de Comandos. Tal como a BFE, a BLI seria composta por unidades operacionais aquarteladas em unidades territoriais espalhadas pelo país e dependentes dos diversos comandos territoriais do Exército.
O Quartel-General (QG) da BLI manteve-se inicialmente no Forte do Bom Sucesso em Lisboa, local onde estava a sede da extinta BFE. Pouco depois, o mesmo foi transferido para o Forte do Alto do Duque, ainda em Lisboa. Em 1993, em virtude da extinção da Região Militar do Centro (RMC), com sede no Quartel de Santana em Coimbra, foi decidido transferir para aquelas instalações o QG da BLI.
Segundo a nova Lei Orgânica do Exército, em vigor desde o princípio de 2006, a BLI passou a denominar-se Brigada de Intervenção e, em virtude da extinção dos comandos territoriais do Exército, passou a tutelar a maioria das unidades da Estrutura Base do Exército (antigas unidades territoriais) responsáveis por organizar, treinar e manter as suas unidades operacionais.

## Organização

A insígnia do Grupo de Autometralhadoras.

A BrigInt engloba um Comando e Estado-Maior e as seguintes unidades operacionais:
- 1.º Batalhão de Infantaria, instalado no Regimento de Infantaria N.º 13;
- 2.º Batalhão de Infantaria, no Regimento de Infantaria N.º 14;
- Grupo de Artilharia de Campanha, no Regimento de Artilharia N.º 5 e Escola Prática de Artilharia;
- Esquadrão de Reconhecimento, no Regimento de Cavalaria N.º 6;
- Companhia de Engenharia, no Regimento de Engenharia N.º 3;
- Companhia de Transmissões, no Regimento de Transmissões;
- Bateria de Artilharia Antiaérea, no Regimento de Artilharia Antiaérea N.º 1;
- Batalhão de Apoio de Serviços, na Regimento de Infantaria N.º 19.

## Equipamento

### Armas Ligeiras
- Pistola Glock 17
- Espingarda-automática 5.56 mm FN SCAR L;

- Espingarda-automática 7,62 mm G3;
- Metralhadora Ligeira 5.56 mm FN Minimi;
- Metralhadora Ligeira 7,62 mm MG3;
- Metralhadora Pesada 12,7 mm Browning M2.

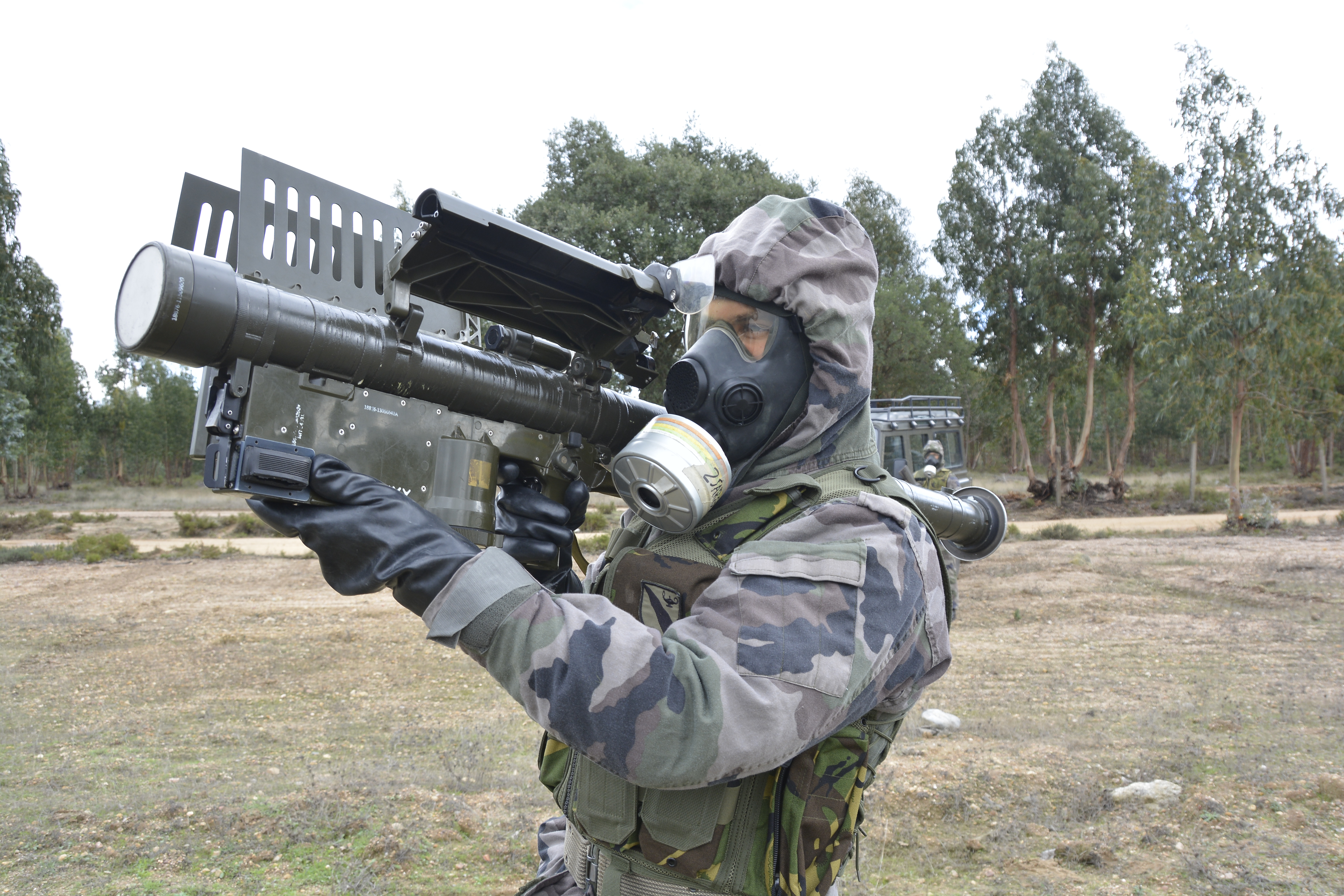
Militar do Regimento de Artilharia Antiaérea N.º 1 com um sistema míssil antiaéreo FIM-92 Stinger.

### Armas de apoio de infantaria
- Morteiro Pesado de 120 mm.

### Armas Anticarro
- Dispositivo de Lançamento de Míssil Anticarro MILAN.

### Artilharia de Campanha
- Obus rebocado 155 mm M114;

### Artilharia Antiaérea
- O Sistema Míssil Ligeiro M48 Chaparral
- Dispositivo de Lançamento de Míssil AA FIM-92 Stinger;

### Veículos Blindados
- Veículo Blindado Pandur II (188 unidades em várias versões)
- Veículo Blindado Commando V-150 (9 unidades equipadas com canhão de 90mm)